# Clidemia ostentata
Clidemia ostentata är en tvåhjärtbladig växtart som beskrevs av John Julius Wurdack. Clidemia ostentata ingår i släktet Clidemia och familjen Melastomataceae.
Artens utbredningsområde är Guyana. Inga underarter finns listade i Catalogue of Life.